# 페이지 (레슬러)
브리타니 나이트(Britani Knight)는 본명은 사라야제이드 베비스(Saraya-Jade Bevis, 1992년 8월 17일)는 잉글랜드의 프로레슬링선수, 배우이다. 키는 5ft 8 in (173 cm) 몸무게는 (55kg 121 lb) 이다. 현재 WWE 링네임에서 페이지(Paige)로 사용을 하고 있고 피니쉬무브는 페이지-터너(모디파이드 러시안 레그스윕), 나이트 라이트/램-페이지(크래들 DDT), 페이지 탭 아웃/PTO/스콜피온 크로스락(인버티드 샤프슈터 위드 더블 치킨윙 콤비네이션), 클로버리프 닐링 백, 나이트 라이더(레그 트랩 선셋 플립 파워밤), 블랙 위도우(옥토퍼스 홀드)를 사용한다.

## 첫 데뷔
부모님이 운영하는 영국의 WAW라는 단체에서 가족들이 프로레슬링으로 활동하는 모습을 봐오며 자연스럽게 흥미를 가지다 11살 때부터 아버지가 운영하는 훈련도장에 들어가 14살까지 훈련을 받았다. 그리고 2005년 프로레슬링 입문으로써 아버지로부터 "한 명이 스케줄 취소해서 자리 하나가 비었는데 네가 대신 좀 메꿔주라"라는 말을 듣고 대신 출전하는 것으로 등장 무대를 가졌다. 2006년 4월 브리타니 나이트(Britani Knight)란 링네임으로 정식데뷔를 하였다. 이날 어머니와 팀을 맺고 트리플 쓰렛 WAW 태그팀 챔피언쉽에 참가하였으나 패하였다. 이후 WAW 등을 포함한 영국의 단체에서 계속 활동해오다가 아버지를 만나러 온 노르웨이의 한 프로모터의 눈에 띈 것을 계기로 15살 때부터 유럽에 있는 여러 단체를 돌며 경험을 쌓았다.

### WWE 첫 데뷔
2011년에는 WWE 트라이아웃을 준비하며 미국 여성단체 쉬머에서 활동하였다. 어머니와 함께 팀을 맺고 레베카 녹스를 매니저로 데리고 다니며 활동했었다. 대략 등장음악에 맞춰 매니저 언니랑 춤을 추며 어머니 골때리게 하는 컨셉 WWE 트라이아웃 합격 후 어머니의 뺨을 때리며 팀이 분열되었고 10월 초 모녀간의 경기를 승리로 마무리하며 WWE로 떠난다. 영국에서 부모님과 태그팀 경기를 치른 뒤 WWE의 스카우터에게 트라이아웃을 받아보지 않겠냐는 제의를 받고 2010년 11월 WWE가 영국투어를 왔을 때 테스트를 받았다. 첫 도전은 실패했으나 이듬해 4월에 재도전하여 합격해 9월에 WWE와 계약을 맺는데 성공하였다. 그리고 홀로 미국으로 건너가 2012년 2월 19일 세스 롤린스 앞에 나타나는 의문의 여성 캐릭터로 WWE의 산하단체인 FCW에 등장했고 한동안 엑스트라 역할만 맡다가 마침내 3월 18일 페이지(Paige)란 링네임으로 등장을 치렀다. 한 때 사용했던 별명인 안티 디바는 그녀의 배트 아스캐릭터에서 착안한 것으로 이 개성있는 기믹 덕분에 그녀는 WWE NXT 내에서 가장 많은 인기를 얻을 수 있었다. 2013년 6월에는 NXT 위민스 챔피언을 가리기 위한 8강 토너먼트에 참가하며 자신이 우승했을 때 더 이상의 바비인형들은 남아있지 않을 것이란 포부를 밝혔다. 여기서 자칭하기 시작한 별명이 바로 디바 오브 투모로우 토너먼트에서 타미나 스누카, 알리샤 폭스, 에마를 차례로 꺾고 2013년 7월 24일 초대 NXT 위민스 챔피언에 등극했다. 이후 써머 래, 사샤 뱅크스, 나탈리아 등을 상대로 연승행진을 이어갔고 2014년 2월 27일 WWE NXT 역사상 최초의 PPV인 어라이벌에서는 페이지 탭 아웃/PTO/스콜피온 크로스락을 처음으로 선보여 에마를 물리치고 장기집권을 이어갔다.

### RAW 이적
2014년 4월 7일 WWE RAW에 등장했다. 처음에는 AJ 리한테 WWE 디바스 챔피언쉽때문에 타이틀을 관심있는데 AJ리가 한마디로 "니 축하는 필요없는데?? NXT로 돌아가줄래? 챔피언은 방해받는거 싫어하거든"라고 말하자 이내 화가난 그는 정정당당하게 WWE 디바스 챔피언쉽을 도전을 하려고 했다. 그가 화가난 준비가 안 됐다며 거절했으나 도리어 AJ가 따귀를 선제공격을 하면서 AJ이 화가나는 그가 한마디는 "이제 준비됐니?! 응?! 타이틀 걸고 한 판 하자!!"그러면서 블랙 위도우를 걸렸는데... 이때 램-페이지로 한방에 피니쉬로 드디어 WWE 디바스 챔피언을 얻게 되었다!!(그가 나이 23살의 타이틀 챔피언을 얻었으니 대단한 어린나이라고 한다!!)그렇게 WWE 상대 악역 알리샤 폭스, 악사나등등... 연승을 기록하면서 2014년 5월 4일 WWE 익스트림 룰즈 2014에서 타미나라는 상대로 끝내 승리를 얻게 되었다. 그러다가 이번엔 2014년 5월 19일 WWE Raw에서 또 폭스를 상대를 하는데 롤업으로 끝내지게 되었다. 이때 2014년 5월 ~ 6월까지는 알리샤 폭스랑 대립을 하다가 끝내 WWE 2014년 6월 1일 WWE 페이백 2014에서 끝내 타이틀도 방어를 하게 되었다. 2014년 6월 16일 WWE Raw에서 왠 별 볼일없던 카메론이라는 상대를 하고 급기야 2014년 6월 17일 WWE 메인 이벤트에서 나오미를 상대를 하는데 너무 패하게 되었고 그리고 WWE 머니 인 더 뱅크 2014에서 끝내 타이틀을 방어를 하게 된다. 2014년 6월 30일 WWE Raw에서 내용인즉슨 지난 석 달간 자신의 챔피언 자격을 증명해왔다는 것 그런데 바로 그 순간 AJ 리가 복귀하자마자 덕분에 현실을 깨우쳤다며 축하와 감사 인사를 전했다. 그러나 그가 "내가 바보인줄 아니 넌 지금 내가 레슬매니아 다음날 했던 행동과 똑같이 하고 있어 재경기하고 싶어서 나왔나본데 난 너같은 실수하지 않을거야 그리고 오늘밤 내 챔피언쉽 경기보고 싶어하는 사람 없을 걸?" 라며 차갑게 대답했다. 그러나 관중들의 YES 챈트를 등에 업고 AJ 리가 분위기를 이끌어내자 결국 수락해버렸다!! 그리고!! 갑자기 AJ한테 싸대기에 이은 롤업으로 어이없게 타이틀을 뺏기고 말았다.(그리고는 분노의 울음을 터트렸다!! 84일만에 타이틀을 잃는게 말이 안된다!!)그리고 2014년 6월 ~ 8월까지는 AJ 리하고 대립을 했으나 WWE 배틀 그라운드 2014에서 끝내 지고 그리고 중간에 2014년 7월 21일날 WWE Raw에서 갑자기 AJ 리의 머리채를 잡아 내팽겨치고는 무자비한 공격을 퍼부으며 처음으로 악역으로 전환했다!!! 그리고 AJ의 깡총걸음을 흉내내더니 챔피언십을 원한다는 모션을 취하며 본색을 드러냈다!!! 그리고 2014년 8월 17일 WWE 썸머슬램 2014에서 AJ하고 대결을 해서 끝내 WWE 디바스 챔피언을 무사히 얻게 되었다. 2014년 9월 21일 WWE 나이트 오브 챔피언스 2014에서 쓰리플 매치로 확정이 됐는데 결국은 타이틀을 뺏기고 만다. 그러면서 2014년 9월 ~ 10월까지는 AJ 리와 다시한번 대립을 했으나 끝내 이내 WWE 헬 인 어 셀 2014에서 지게 되었다. 2014년 11월 23일 WWE 서바이버 시리즈 2014에서는 카메론, 써머 레이, 레일라를 이끌고 4vs4 제거 매치에 참가하였으나 선역 팀과의 실력 차이가 드러나면서 팀원들이 전멸해버렸고 결국 자신도 내오미에게 핀을 내주며 클린 스윕의 희생양이 되고 말았다. 그리고는 2015년 1월 5일 WWE RAW에서는 니키 벨라와의 경기를 앞두고 있던 나탈리아를 꼭 안아주더니 링 밖에서 신경전을 벌이던 브리 벨라를 바리케이트에 처박아 니키의 시선을 끌어 그녀의 패배에 일조했다. 이에 열받은 니키가 나탈리아를 공격하자 니키에게 슈퍼킥을 먹인 뒤 나탈리아의 손을 들어주며 자신의 선역 전환을 했다. 2015년 1월 25일 WWE 로얄 럼블 2015에서 나탈리아와 태그팀을 이루어 벨라 트윈스와 2vs2 경기를 치르었으나 패했다. 2015년 2월 22일 WWE 패스트 레인 2015에서의 타이틀전 도전을 할러고 했는데... 결과는 롤업에 패배했다. 그리고 복귀한 AJ 리와 함께 WWE 레슬매니아 31에서 끝내 2vs2 태그팀 매치 중에서 벨라 트윈스를 상대 꺾으며 승리 2015년 4월 13일 모국인 영국 런던에서 열린 WWE RAW에서는 디바 배틀로얄에서 우승하여 도전자 자리를 차지했으나 준우승한 나오미에게 구타당하며 부상을 입고 말았다.(나오미가 처음으로 악역 전환하는 것이다.)2015년 5월 18일 WWE RAW에서 나오미와 타미나 스누카의 공격을 받는 니키 벨라를 구해주며 복귀했다. 그리고 니키에게 램-페이지를 날리며 타이틀에 대한 욕망을 드러내었다!! WWE 엘리미네이션 챔버 2015에 참가해 나오미, 니키 벨라와 디바스 타이틀을 놓고 트리플 스렛 매치를 벌였으나 패배하고 만다. 이번에는 2015년 6월 14일 머니 인 더 뱅크 2015에서는 13분여간 장기간의 경기를 펼치며 선전하였으나 이번에도 트윈 매직에 어이 없게 패배해버렸다. 2015년 7월 4일 일본 도쿄에서 열린 WWE 더 비스트 인 더 이스트에서는 타미나 스누카, 니키 벨라와 삼자간 타이틀전을 벌였으나 니키가 타미나를 핀폴하는 것을 막지 못하며 패하고 말았다. 그리고 태그팀 결정으로 이후 샬럿, 베키 린치와 함께 서브미션 소로리티(Submission Sorority)라는 팀명으로 활동하게 되었으나 동명의 포르노 웹사이트가 이미 존재함이 밝혀지면서 PCB라는 이름으로 교체되었다. 2015년 8월 23일 WWE 섬머슬램 2015에서 팀 벨라와 팀 BAD와의 삼자간 제거 경기가 확정되었다. 다만 팀의 패배 조건은 멤버 전원 탈락이 아닌 한 명만 탈락해도 바로 패배하는 조건이다. 해당 경기에선 브리 벨라가 타미나를, 베키 린치가 브리 벨라를 각각 탈락시키며 PCB가 승리했다. 2015년 8월 31일자 WWE RAW에선 니키 벨라의 디바스 타이틀에 도전하는 넘버원 컨텐더 비트 더 클락 매치에 베키, 샬럿에 이어 3번째로 출전했으나 샬럿의 기록에 밀려 도전권을 따지 못했다. WWE 나이트 오브 챔피언스 2015에서는 베키 린치와 함께 샬럿이 니키 벨라의 챔피언쉽을 뺏는 장면을 보았다. 그리고 다음 날인 2015년 9월 21일 WWE RAW에서 열린 축하 세그먼트에서 샬럿에게 자신이 오늘밤 챔피언으로 존재하는 이유는 자신이 페이지처럼 되고 싶어했기 때문이라는 존경과 감사의 인사를 받았다. 그런데 마이크를 가져간 페이지는 이 모든 것을 가능케 한 이는 자신이라며 갑자기 찬물을 끼얹은 발언을 하였다. 또 샬럿은 잘난 척을 하고 있다며, 샬럿이 아버지에게 감사인사를 했던 걸 흉내내더니 마치 명예의 전당 입성자라도 된 마냥 지껄이지만, 니키 벨라가 재경기를 가지면 샬럿의 챔피언 집권은 끝날 것이고 디바스 디비전은 바른 길로 돌아가 혁명은 없어질 것이니, 샬럿은 그저 대타일 뿐이라는 발언을 퍼부었다. 이 때 옆에서 계속 말리는 베키에게는 디바스 챔피언이 될 재목이 못 된다는 디스도 퍼부었다. 마지막으로 노인 덕분에 출세 잘 했다며 부녀를 쌍으로 모욕한 뒤 "Woo~"를 외치며 그냥 나가버렸다 그리고 2015년 9월 24일 WWE 스맥다운에서는 베키와 샬럿 앞에 등장해 자신의 공에 대한 대우가 필요하다고 역설하던 중, 나탈리아가 등장해 페이지가 데뷔전에서 챔피언쉽을 따내고 백스테이지로 돌아왔을 때 축하의 포옹을 해줬던 것은 페이지가 그 자격을 얻었기 때문이라며 왜 같은 성과를 거둔 샬럿에게 화를 내는지 모르겠다는 충고를 하였다. 이에 페이지는 나탈리아를 퇴물 취급하는 발언을 하더니 싸다구를 먹이고 퇴장해버렸다. 2014년 9월 28일 WWE Raw에서 팀 PCB로 다시 재결합해서 팀 벨라와 3vs3 매치를 가졌지만 경기 도중 퇴장하려다 나탈리아의 충고를 또 무시하고 링으로 가는 나탈리아를 재차 공격하였다. 그리고 2015년 10월 26일 WWE Raw에서는 왜 하필이면 마지막에 경기를 끝나고 왜 하필이면 베키, 샬럿한테 램-페이지를 공격을 하고 그리고 샬럿한테 PTO를 서브미션 공격을해 그렇게 다시 악역으로 전환한다. 그리고 2015년 10월 ~ 12월까지는 샬럿이랑 대립을 했다가 마지막 WWE TLC 2015에서 끝내 안타깝게 타이틀을 가져오지 못한다. 그러면서 뜬끔없이 볼일없던 그가 2016년 1월 18일 WWE RAW에서 토탈 디바스 홍보차 나탈리아 네이드하트의 경기에 특별출연했다. 불과 몇달 전 나탈리아를 기습하며 대립구도를 세웠던 둘이지만 이 날은 페이지와 나탈리아가 사이가 좋은 모습을 보여줘서 다시 선역을 전환을 하면서 조짐을 보여주었다. 현재 위상은 써머 래보단 높고 나오미보다는 낮은 위치 메인 스토리라인에는 끼지 못한 채 슈퍼스타즈나 메인 이벤트에서 주로 경기하고 있다. 대신 후술되어있는대로 각종 행사나 화보촬영같은 외부활동이 늘어난 상황이다. WWE 레슬매니아 32에서는 팀 토탈 디바스에 합류하여 팀 BAD & Blonde를 상대로 승리했다. 2016년 6월에 샬럿을 논타이틀전에서 승리한 다음에는 WWE 위민스 챔피언십을 두고 한 번 더 1vs1 경기를 치뤘지만 이번에는 패배했고 샬럿과 데이나 브룩에게 집단 린치를 당하다가 복귀한 사샤 뱅크스가 구해주었다. 그리고는 얼마전에 2016년 10월 10일 설상가상으로 2차 웰니스 정책을 위반해 60일 징계를 받았다. 문제는 이후... 자신의 트위터를 통해 정면으로 WWE의 징계에 불만을 드러냈다는 것이다.

### 복귀 그리고 NXT 여성 선수들의 습격
1년간 쉬다가 2017년 11월 20일 WWE Raw에서 WWE RAW 위민스 챔피언십의 도전자 결정전을 치르던 미키 제임스, 베일리, 사샤 뱅크스, 알리샤 폭스 앞에 나타나 깜짝 복귀를 한다. 휴스턴 관중들의 열화와 같은 호응과 1년만에 복귀와 뜨거운 환호에 즐거워하던 찰나... 자신은 혼자 돌아오지 않았다며 재킷을 벗자 링 뒷편에서 NXT의 맨디 로즈와 소냐 드빌이 나타나고 백 스테이지에서도 소냐, 맨디랑 같이 알렉사 블리스도 공격을 하게 되었으며 또 다시 악역으로 전환하게 된다. 2017년 11월 27일 WWE Raw에서는 드빌, 로즈와 함께 베일리, 미키를 부상을 입히고 그리고 이내 사샤만 같이 공격을 했다. 그리고 아스카가 경기를 끝나고 이내 아스카를 공격을 하려고 했는데 아스카는 조심 스럽게 스스로 링밖에 나간다(다만 아예 공격을 하지 않고 아예 미소를 짓으며 나가고 만다.)2017년 12월 4일 WWE Raw에서 아스카를 공격을 하려고 했는데... 아스카는 조심스럽게 링 밖에 나가자 그는 끝내 맨디, 소냐가 이를 알리샤를 보면서 소냐, 맨디가 이를 같이 알리샤를 공격을 하면서 모습 보면서 끝내 끝나게 된다. 2017년 12월 11일 WWE Raw에서 이번에는 소냐, 맨디랑 같이 아스카를 공격을 하는 도중에 나이아 잭스, 베일리, 미키 제임스, 데이나 브룩, 알렉사 블리스, 사샤 뱅크스, 알리샤 폭스, 아스카에게 구타를 당해 어쩔 수 없이 소냐 드빌, 맨디 로즈랑 같이 링 밖으로 나간다. 2017년 12월 18일 WWE Raw에서 소냐, 맨디랑 같이 이들 상대 WWE 선역 베일리, 미키, 사샤랑 대결을 하는데 이때 DQ로 끝내 스테파니 맥맨이 끝내 WWE 로얄 럼블 2018에서 여성 로얄 럼블매치에서 예상을 하게 된다. WWE 로얄 럼블 2018에서 여성 로얄 럼블매치 참가를 했으나 실패를 거둔다. 2018년 12월 27일 라이브 이벤트에서 경기를 치르던 중, 사샤 뱅크스의 킥을 잘못 맞아 치명적인 목 부상을 당했다. 2018년 4월 9일 목부상으로 인하여 선수은퇴와 동시에 WWE 안타깝게도 떠나게 된다. 2018년 4월 10일 WWE 스맥다운에서 돌아왔는데 선수직으로 복귀하게된 대니얼 브라이언을 대신하여 새로운 단장으로 맡게되었다. 2018년 12월 19일 WWE TV프로그램 시청률 저하의 문제로 제정감축상 RAW및 스맥다운 단장직을 폐지하여 페이지또한 스맥다운 단장직에서 물러나게 되었다.

## 수상
- GSW 레이디스 챔피언 1회
- HEW 위민스 챔피언 2회
- PWF 레이디스 태그팀 챔피언 1회 - 스위트 사라야 (1회)
- 프로 레슬링 EVE: EVE 챔피언 1회
- RDW 위민스 챔피언 1회
- RQW 위민스 챔피언 1회
- SCW 레이디스 챔피언 1회
- WAWW 브리티쉬 레이디스 챔피언 1회
- WAWW 브리티쉬 태그팀 챔피언 1회 - 멜로디 (1회)
- WAWW 레이디스 하드코어 챔피언 1회
- NXT 위민스 챔피언 1회
- WWE 디바스 챔피언 2회
- AEW 위민스 월드 챔피언 1회